# Malito
Malito é uma comuna italiana da região da Calábria, província de Cosenza, com cerca de 896 habitantes. Estende-se por uma área de 16 km², tendo uma densidade populacional de 56 hab/km². Faz fronteira com Altilia, Belsito, Dipignano, Domanico, Grimaldi, Paterno Calabro.

## Demografia
| Variação demográfica do município entre 1861 e 2011                               |
|                                                                                   |
| Fonte: Istituto Nazionale di Statistica (ISTAT) - Elaboração gráfica da Wikipedia |